# 首山観音
首山観音（くびやまかんのん）は、香川県三豊市高瀬町にある天台宗寺門派の寺院。
首山にあり、「首山の観音さん」で地元ではよく知られている。

## 概要
奈良時代に行基により開創とか、弘法大師の一夜建立であるとか伝えられている。この寺に檀家は無く、首山の五つの自治会から世話人を出して寺をお護している地元にはなくてはならない寺院である。
1918年（大正7年）の山崩れにより全てが流された時も、地元の人々により2年後に再建されたと伝えられる。
旧暦の毎月17日は多くの参拝者があり、3月と6月には市が開かれる。旧暦8月1日には年一度の本尊開帳がある。
闘病平癒・子授け・入学祈願の御利益がある。　

## アクセス
自動車：国道11号→県道219号・首山消防コミュニティセンター前のバス停「本谷」より当寺まで1.1kmで案内指示看板を見ながら行くこと。当寺の約50m下に10台ほどの駐車場あり。